# Stazione di Lesecce Auremiano
La stazione di Lesecce Auremiano (in sloveno Gornje Ležeče) è una stazione ferroviaria posta sulla linea Trieste-Vienna. Serve la località di Lesecce Auremiano nel comune di Divaccia.

## Storia
La stazione fu attivata il 28 luglio 1857, all'apertura della tratta da Lubiana a Trieste, che completava la linea Trieste-Vienna.
Dopo la prima guerra mondiale, con l'annessione della zona al Regno d'Italia, la stazione passò alle Ferrovie dello Stato italiane, assumendo il nome di Lesecce Auremiano.
Dopo la seconda guerra mondiale la stazione passò alla rete jugoslava (JŽ), venendo ribattezzata Gornje Ležeče, analogamente al centro abitato. Dal 1991 appartiene alla rete slovena (Slovenske železnice).